# Kariman Abuljadayel
Kariman Abuljadayel (arab. ‏كريمان أبو الجدايل‎, ur. 11 maja 1994 w Rijadzie) – saudyjska lekkoatletka, sprinterka.
Brała udział w biegu na 100 metrów na Letnich Igrzyskach Olimpijskich 2016. Była pierwszą kobietą z Arabii Saudyjskiej, która wzięła udział w tej imprezie.